# Dreieckschild

Ritter mit Dreieckschild (British Library, Sloane 2435, f. 85)

Der Dreieckschild (auch V-Schild, engl. Heater shield oder Heater-shaped shield) ist ein hochmittelalterlicher Schildtyp, der sich ca. Mitte des 13. Jahrhunderts aus dem Drachenschild entwickelte und in der Heraldik eine herausgehobene Rolle spielte.
Es fand eine zunehmende Verkleinerung der Fläche des Drachenschildes statt. Dies lässt sich zum einen auf ein Streben nach Gewichtsreduzierung zurückführen, zum anderen hatten sich auch die Rüstungen stark verändert. So waren Beinschienen und der Topfhelm aufgekommen. Diese Neuerungen machten die enorme Größe der Drachenschilde (50–75 % der Körpergröße des Trägers) überflüssig. Der Dreieckschild deckt dabei den Bereich von Schulter bis etwa zum Knie ab, bietet so also Bewegungs- und Sichtfreiraum. Durch seine große Breite schützt er fast den gesamten Oberkörper.
Dreieckschilde wurden aus dünnem Holz gefertigt und mit Leder überzogen. Einige, wie das erhaltene Exemplar des Edward of Woodstock in seinem Grab in der Kathedrale von Canterbury, waren mit zusätzlichen Schichten aus Gesso, Leinen und/oder Pergament überzogen. Die Schildfesseln waren entweder zwei senkrechte oder über Kreuz gespannte Lederriemen, die von vorne durch den Schild angenagelt wurden. Zwischen Arm und Schild befand sich eine Polsterung aus unterschiedlichsten Materialien, um die Wucht eines Schlages abzufedern.
Aus dem kleineren Dreiecksschild der Reiter entwickelte sich im 15. Jahrhundert die konkav gewölbte Reitertartsche, die schließlich zu einer kleinen fest verbundenen Panzerplatte (Stechtartsche) an der linken Brust der Turnierrüstung (Gestechrüstung) wurde.

## Heraldik
In der Heraldik wird diese Form des Wappenschildes alte französische Form („Franzosenschild“) genannt.